# Wœlfling-lès-Sarreguemines
Wœlfling-lès-Sarreguemines – miejscowość i gmina we Francji, w regionie Grand Est, w departamencie Mozela.
Według danych na rok 1990 gminę zamieszkiwało 597 osób, a gęstość zaludnienia wynosiła 96 osób/km² (wśród 2335 gmin Lotaryngii Wœlfling-lès-Sarreguemines plasuje się na 537. miejscu pod względem liczby ludności, natomiast pod względem powierzchni na miejscu 903.).